# Northrop Grumman B-2 Spirit
B-2 Spirit do tập đoàn Northrop Grumman phát triển là dòng máy bay ném bom tàng hình chiến lược đa nhiệm vụ được trang bị công nghệ tàng hình, mang theo không chỉ các loại bom thông thường và dẫn đường thông minh mà còn cả bom hạt nhân. Chiếc máy bay ném bom này là một cột mốc quan trọng trong chương trình hiện đại hóa máy bay ném bom của Hoa Kỳ. B-2 là loại máy bay đắt nhất từng được sản xuất: ước tính chi phí cho mỗi chiếc lên tới 2,13 tỷ đôla Mỹ (nếu tính cả chi phí nghiên cứu) thời giá năm 1997. Chi phí vận hành của B-2 cũng đắt nhất trong các loại máy bay quân sự: 130 nghìn USD cho mỗi giờ bay theo thời giá năm 2020.
Do chi phí rất đắt, số lượng đặt hàng dự tính 135 chiếc ban đầu đã được giảm xuống còn 75 vào cuối thập niên 1980. Trong Thông điệp liên bang năm 1992, Tổng thống George W. Bush đã thông báo tổng số B-2 chế tạo sẽ tiếp tục bị cắt giảm còn 20 chiếc (sau này đã tăng lên 21 nhờ việc tân trang lại một chiếc thử nghiệm). Kỹ thuật tàng hình thế hệ 2 giúp loại máy bay này có thể giảm tối đa khả năng bị radar phát hiện, giúp nó thâm nhập qua các hệ thống tên lửa phòng không của đối phương.

## Tính năng

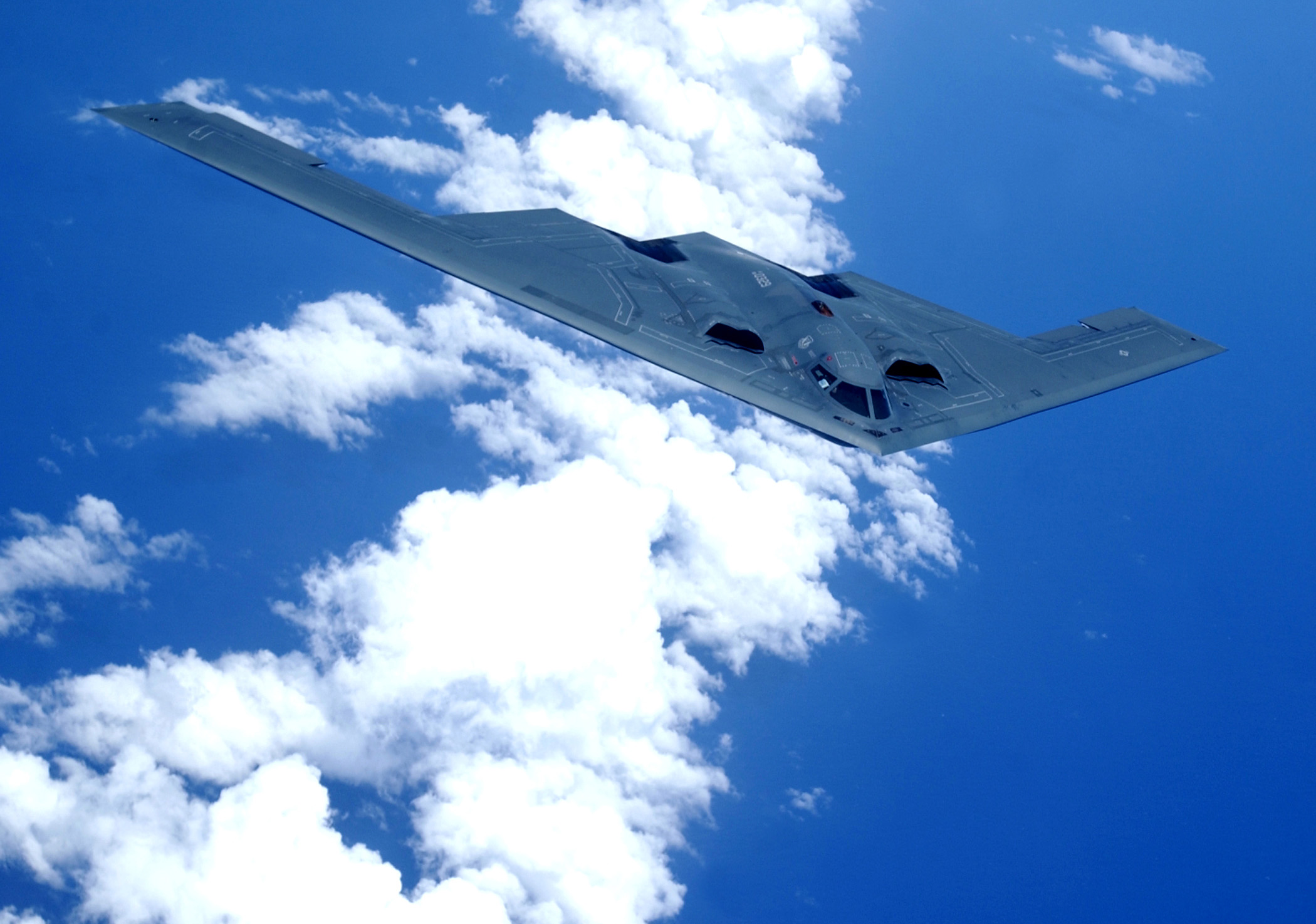
Chiếc B-2 vừa hoàn thành nạp nhiên liệu trên không trên Thái Bình Dương. Việc tái nạp nhiên liệu trên không cho phép B-2 có tầm hoạt động chỉ bị giới hạn bởi việc bảo dưỡng động cơ và sức khỏe phi hành đoàn.

Cùng với loại Pháo đài bay B-52 và B-1 Lancer, Quân đội Mỹ cho rằng B-2 mang lại sự linh hoạt vốn có của những máy bay ném bom có người lái. Khả năng bị nhận dạng thấp, hay các tính năng "tàng hình," cho phép nó thâm nhập qua những hàng rào bảo vệ tinh vi của kẻ thù và tấn công các mục tiêu được bảo vệ kỹ càng.
Sự pha trộn giữa kỹ thuật tàng hình và hình dáng khí động học cũng như khả năng chất tải lớn mang lại cho B-2 những ưu thế to lớn so với các loại máy bay ném bom trước đó. Tầm hoạt động của nó đạt xấp xỉ 6.000 hải lý (12.000 km) mà không cần tái nạp nhiên liệu, tính năng tàng hình khiến cho B-2 có khả năng hoạt động tự do hơn ở những độ cao lớn, nhờ thế tăng tầm hoạt động và có vùng quan sát tốt hơn cho các cảm biến gắn trên nó. Với Hệ thống hỗ trợ mục tiêu GPS (GATS) cùng với những quả bom hỗ trợ GPS như Vũ khí tấn công điều khiển chung (JDAM), nó có thể sử dụng radar APQ-181 để sửa các lỗi GPS về các mục tiêu và có độ chính xác cao hơn các loại vũ khí điều khiển laser với những quả bom trọng lực "câm" và một hệ thống hỗ trợ dẫn đường GPS "thông minh" gắn ở đuôi. Nó có thể ném bom 16 mục tiêu trong mỗi nhiệm vụ.
Khả năng tàng hình của B-2 có được nhờ sự phối hợp giữa việc giảm thiểu tín hiệu âm thanh, hồng ngoại, điện từ, quang học và radar phát ra, khiến đối phương rất khó phát hiện, theo dõi và tiêu diệt. Nhiều đặc tính tàng hình vẫn được xếp vào hàng tối mật; tuy nhiên các vật liệu composite chế tạo B-2, đặc biệt và các lớp phủ và thiết kế kiểu cánh bay cũng góp phần tăng khả năng tàng hình của nó.
B-2 có tổ lái hai người; một phi công ngồi bên trái và một chỉ huy ở bên phải, so với đội bay bốn người của B-1B và năm người của B-52.

## Lịch sử hoạt động

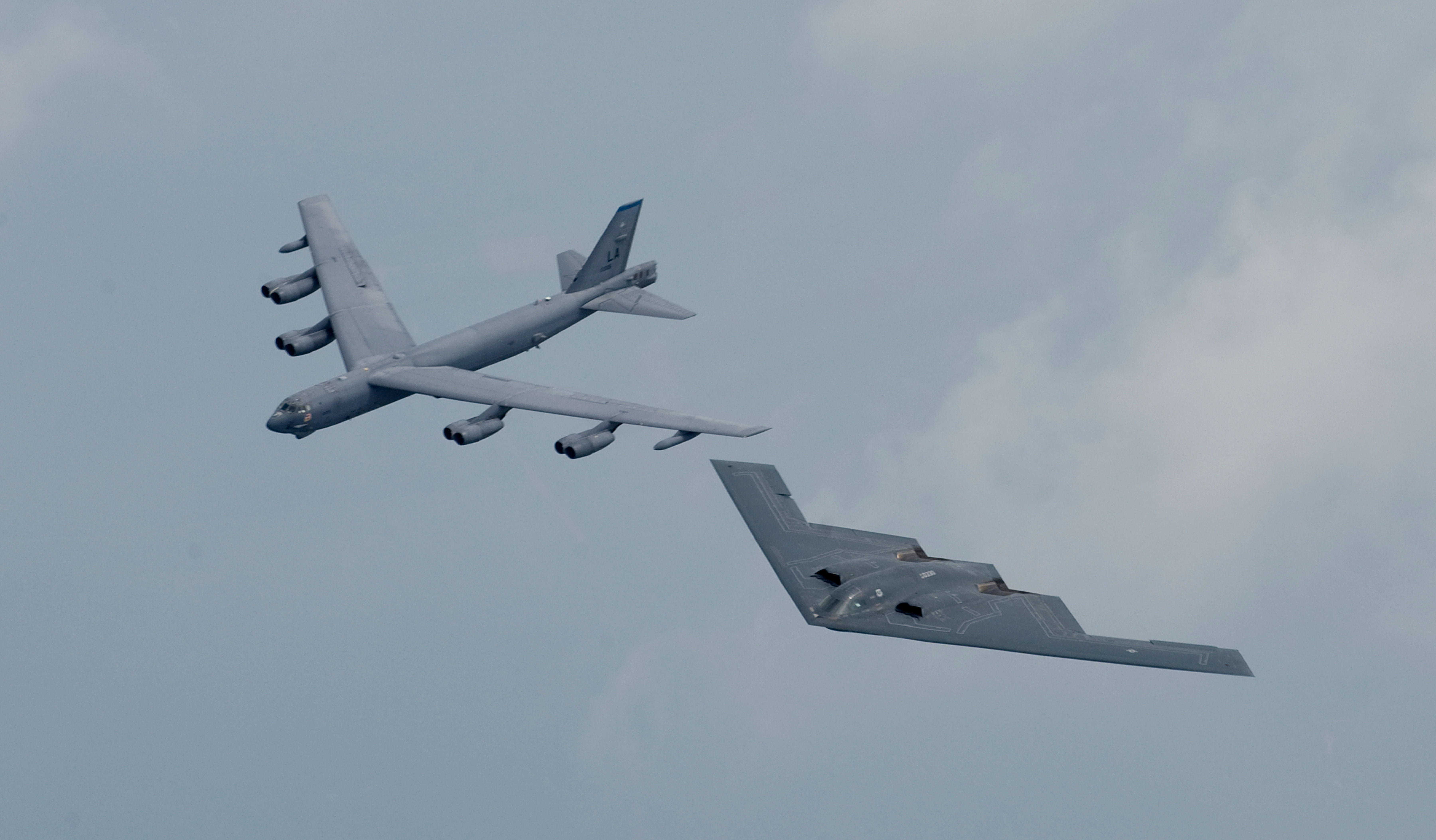
B-52 và B-2

B-2 ban đầu là một dự án mật được gọi là Máy bay ném bom thâm nhập tầm cao (HAPB), sau này đổi thành Máy bay ném bom kỹ thuật hiện đại (ATB) và từ khóa của dự án là Senior Cejay. Sau này nó được đổi thành B-2 Spirit. Ước tính 2,3 tỷ USD đã được chi tiêu bí mật cho việc nghiên cứu và phát triển B-2 trong thập niên 1980. Một khoản chi phụ thêm do việc thay đổi vai trò của nó năm 1985 từ máy bay ném bom tầm cao thành máy bay ném bom tầm thấp, khiến phải thiết kế lại hầu như toàn bộ máy bay. Vì việc phát triển chiếc B-2 là một trong những chương trình bí mật nhất của Quân đội Hoa Kỳ, công chúng không hề biết để chỉ trích về chi phí quá đắt đỏ cho việc phát triển nó. Chiếc B-2 đầu tiên được trưng bày trước công chúng ngày 22 tháng 11 năm 1988, khi nó lăn bánh ra khỏi nhà chứa của nơi sản xuất tại Plant 42 thuộc căn cứ Không quân ở Palmdale, California. Chuyến bay đầu tiên của nó diễn ra ngày 17 tháng 7 năm 1989. Cơ quan thử nghiệm B-2, Trung tâm thử nghiệm bay không quân, Căn cứ không quân Edwards, California, chịu trách nhiệm thử nghiệm bay, kỹ thuật, chế tạo và phát triển loại máy bay này.
Chiếc đầu tiên, được đặt tên Spirit of Missouri, được chuyển giao ngày 17 tháng 12 năm 1993. Trách nhiệm bảo dưỡng B-2 thuộc nhà thầu hỗ trợ của Không lực Hoa Kỳ và do Trung tâm hậu cần không quân thành phố Oklahoma tại Căn cứ không quân Tinker ở Oklahoma quản lý.

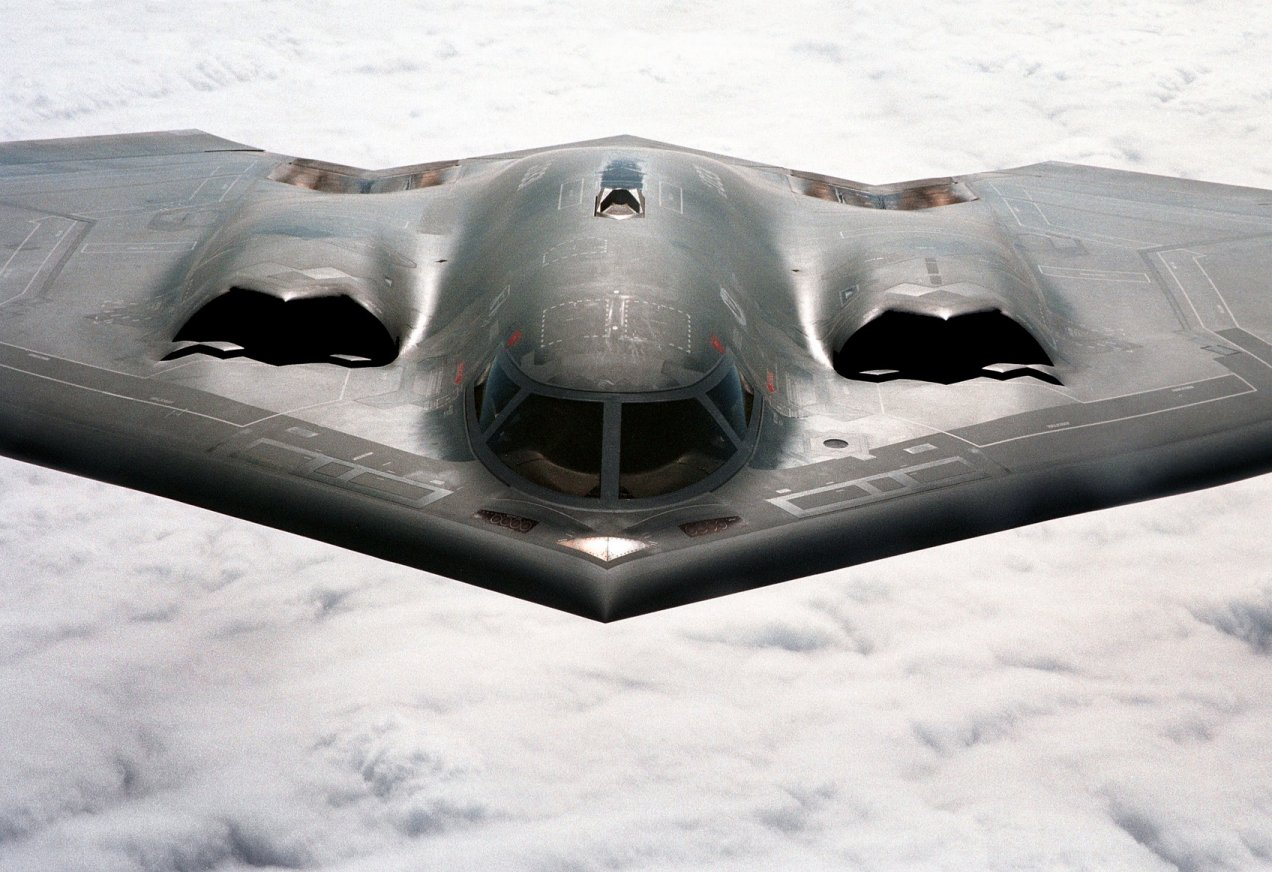
B-2 đang bay

Nhà thầu hàng đầu, chịu trách nhiệm thiết kế tổng thể và phối hợp là Northrop Grumman Integrated Systems Sector. Boeing Integrated Defense Systems, Hughes Aircraft (hiện là Raytheon), General Electric Aircraft Engines và Vought Aircraft Industries, đều là các thành viên của đội nhà thầu. Một nhà thầu khác, chịu trách nhiệm về các thiết bị huấn luyện phi công (hệ thống huấn luyện vũ khí và huấn luyện nhiệm vụ) là Link Simulation & Training, một nhánh của L-3 Communications trước kia là Hughes Training Inc. (HTI). Link Division, trước kia là CAE - Link Flight Simulation Corp. Link Simulation & Training chịu trách nhiệm phát triển và phối hợp tất cả đội bay và các chương trình huấn luyện bảo dưỡng. Các nhà thầu quân sự của chiếc B-2 đã lao vào một chiến dịch lobby mạnh mẽ để giành được sự ủng hộ tài chính từ phía Nghị viện.
Căn cứ không quân Whiteman tại Missouri là căn cứ hoạt động duy nhất của B-2 cho tới tận đầu năm 2003, khi các cơ sở kỹ thuật cần thiết cho B-2 được xây dựng tại căn cứ quân sự chung Hoa Kỳ/Anh Quốc trên đảo Diego Garcia thuộc Anh tại Ấn Độ Dương, sau đó là tại Guam năm 2005. Các cơ sở kỹ thuật cho loại máy bay này cũng đã được xây dựng tại RAF Fairford ở Gloucestershire tại Anh Quốc.
Vẫn còn những nghi ngờ về giá thành ngày càng tăng của chương trình: một số người đã cho rằng chi phí khổng lồ đó có thể bao gồm cả chi phí cho các chương trình bí mật khác. Con số chi tiêu cũng có thể được giải thích một phần bởi số lượng nhỏ máy bay được chế tạo cộng với chi phí nghiên cứu cao cho chương trình B-2.
Các máy bay ném bom này ban đầu được thiết kế để ném bom hạt nhân thời Chiến tranh lạnh và hộ trợ cho chúng khi chi tiêu quốc phòng giảm bớt. Tháng 5, 1995, trong một cuộc điều tra do Quốc hội tiến hành, Viện Phân tích Quốc phòng kết luận rằng, sau khi Liên bang Xô viết tan rã, nhu cầu cho loại B-2 không còn nữa.
Ban đầu Không quân Hoa Kỳ dự tính vận hành phi đội B-2 Spirit đến năm 2058, tuy nhiên theo ngân sách năm tài khoá 2019, kế hoạch này được thay đổi và rất có thể B-2 và B-1 Lancer sẽ dần dần dừng hoạt động trong khoảng thập niên 2030 - 2040. Đảm nhiệm việc thay thế B-2 và B-1 sẽ là B-21 Raider, hiện đang trong giai đoạn lắp ráp thử nghiệm, đây là thiết kế được cho là có tính năng kỹ chiến thuật tương đương hoặc vượt trội so với B-2 nhưng với chi phí chế tạo và vận hành rẻ hơn đáng kể.

### Chiến đấu

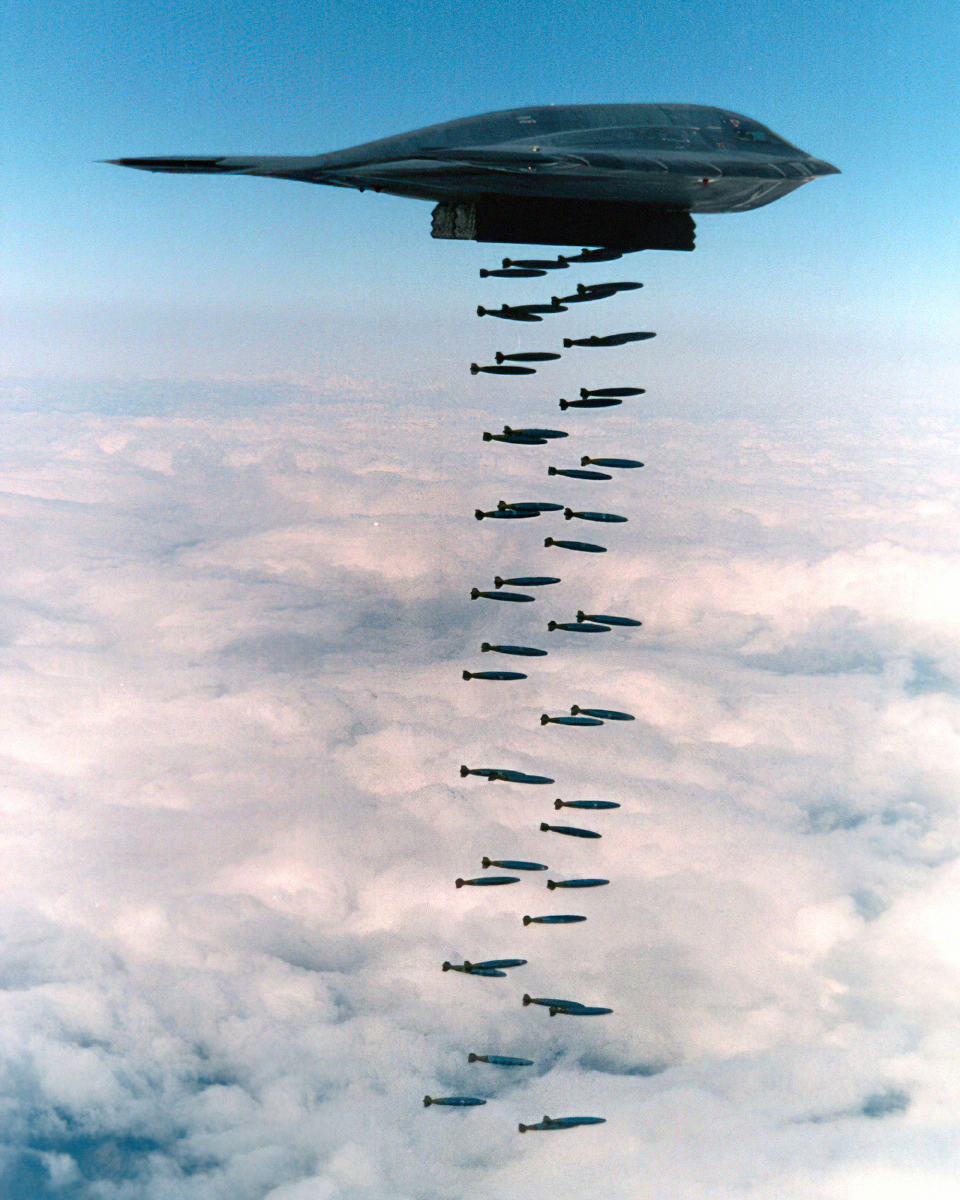
B-2 đang thả bom

Chiếc B-2 bị nhiều người chế giễu là quá đắt để có thể đem ra tham chiến. Tuy nhiên, chiếc máy bay này đã tham gia vào ba chiến dịch khác nhau.
Nó bắt đầu tham chiến trong Chiến tranh Kosovo năm 1999. Chiếc B-2 là máy bay đầu tiên sử dụng Vũ khí tấn công điều khiển chung (JDAM) trong chiến tranh. Từ đó, chiếc máy bay này đã hoạt động tại Afghanistan trong Chiến dịch Tự do Bền vững và tại Iraq trong Chiến dịch Tự Do Iraq.
Sau khi ném bom các mục tiêu tại Afghanistan, chiếc máy bay hạ cánh tại Diego Garcia, tái nạp nhiên liệu và thay thế đội bay cho lần xuất kích tiếp theo. Trong chiến dịch tại Iraq nó còn phải bay xa hơn bởi B-2 đóng tại căn cứ Diego Garcia.
Những phi vụ sau này ở Iraq diễn ra từ Căn cứ không quân Whiteman ở Missouri. Điều này khiến nhiều phi vụ kéo dài hơn 30 giờ và một phi vụ đã kéo dài hơn 50 giờ. Chiếc B-2 có tính năng tự động cao, không như những máy bay chiến đấu một người lái, một thành viên đội bay có thể ngủ, sử dụng toilet hay chuẩn bị bữa ăn nóng trong khi người kia điều khiển máy bay.
Bản báo cáo Hàng năm của Cơ quan kiểm định và đánh giá hoạt động Lầu Năm Góc năm 2003 ghi chú rằng khả năng hoạt động của B-2 trong năm 2003 vẫn chưa tương xứng, chủ yếu bởi việc bảo dưỡng các vật liệu tàng hình của nó. Bản báo cáo cũng lưu ý rằng các thiết bị điện tử tự vệ trên máy bay vẫn còn có một số thiếu sót khi đưa ra cảnh báo nguy cơ. Dù có những vấn đề đó, B-2 vẫn có thời gian hoạt động cao trong Chiến dịch Iraq Tự do, ném 583 quả bom JDAM trong cuộc chiến.
B-2 đã được Hoa Kỳ dùng trong Nội chiến Lybia cùng Liên quân NATO ủng hộ lực lượng nổi dậy Lybia năm 2011.
Ngày 22/6/2025, Không quân Hoa Kỳ thông báo đã nhận lệnh trực tiếp từ tổng thống Donald Trump và triển khai tổ hợp 7 chiếc tàng hình B-2 trong nhiệm vụ "Chiến dịch Midnight Hammer". Tổ hợp này đã di chuyển liên tục trong 37 giờ từ căn cứ ở Missouri, thả tổng cộng 14 quả bom xuyên phá GBU-57. Toàn bộ chúng được tin rằng đã phá hủy thành công "pháo đài hạt nhân" Fordow (Iran) dưới lòng đất.

### Nhược điểm
Một trong các nhược điểm của B-2 thì lớp vỏ cực kỳ nhạy cảm của nó khiến nó không thể hoạt động trong mọi loại thời tiết vì nó rất dễ hỏng đặc biệt là trong mưa và cũng có thể bị hỏng bởi nhiệt độ và độ ẩm nên đòi hỏi phải có một trung tâm bảo dưỡng đặc biệt cho loại máy bay này hoạt động. Và cũng chính vì đi ra mưa mà một chiếc B-2 đã rơi khi nước thấm qua lớp vỏ và làm ướt các bộ phận điện tử bên trong khiến nó hoạt động lỗi khi cất cánh sau đó.
Do B-2 là một loại máy bay tàng hình nên nó phải hoạt động một mình để đảm bảo tính tàng hình và bắt buộc không được nhận bất kỳ sự hộ tống nào. Nên trong trường hợp bị tiêm kích đối phương phát hiện, B-2 chắc chắn sẽ bị bắn rơi vì nó không có khả năng tự vệ.
Panel nằm ở phần đuôi giữa các động cơ của B-2 bị rạn nứt do hiện tượng mỏi đây là loại lỗi vốn được phát hiện lần đầu tiên vào năm 1990. Dù được thay thế nhưng các tấm panel này vẫn mòn nhanh hơn dự kiến gây khó khăn lớn cho việc bão dưỡng máy bay. "Chúng tôi sợ rằng các tấm này sẽ làm B-2 nghỉ hưu sớm hoặc sẽ nhận được một hóa đơn thanh toán với giá không thể chấp nhận.". Dù vậy việc sản xuất các tấm thay thế cũng đang được tiến hành đến năm 2019.
Việc thiết bị truyền động điều khiển từ gián tiếp của máy bay gặp trục trặc được đưa ra ánh sáng vào năm 1990. Hệ thống này gặp các vấn đề kỹ thuật nghiêm trọng. Nó đóng vai trò quan trọng trong việc giữ ổn định B-2 trong các chuyến bay. Nhận lệnh từ máy tính điều khiển bay của máy bay ném bom, chuyển tiếp chúng đến hệ thống kiểm soát chuyến bay và sau đó cung cấp thông tin phản hồi cho máy tính nếu không có nó các máy bay sẽ gặp trục trặc trong việc giữ ổn định. Do việc làm mát hệ thống này hoạt động không hiệu quả khiến cho hệ thống trở thành một trong những bộ phận gặp rắc rối nhiều nhất trên máy bay khiến nó không thể thực hiện nhiệm vụ. Hệ thống fly-by-wire của máy bay không kết nối trực tiếp với hệ thống điều khiển mà thông qua bộ điều khiển từ xa này để thiết lập các thao tác khác nhau nên nếu nó bị hỏng thì máy bay khó có thể điều khiển được. Nên việc cố gắng tìm cách khắc phục đã được tiến hành từ năm 1991 và không lực Hoa Kỳ đã phải bỏ ra gần 8 năm sau đó để có thể khắc chế vấn đề này.
B-2 rất khó sửa chữa nếu bị hư hại. Ngày 26 tháng 2 năm 2010, một chiếc B-2 đã bị cháy động cơ khi đang định cất cánh, chỉ như vậy mà chiếc máy bay này đã phải mất 18 tháng để sửa chữa tạm thời để có thể bay đến nơi sửa chữa chính, tại nó nó phải sửa chữa thêm 24 tháng nữa.
B-2 cần được đại tu mỗi 7 năm một lần với chi phí trung bình khoảng 60 triệu USD mỗi lần, và mỗi lần đại tu phải kéo dài hàng năm. Mỗi một bộ phận là hoàn toàn riêng biệt không thể thay thế cho nhau khiến cho chi phí rất cao. Lớp sơn tàng hình của máy bay dễ bị hỏng, và chỉ cần một vết xước là máy bay sẽ hiển thị trên ra đa, vì thế nó cần được chăm sóc thường xuyên. Với mỗi giờ bay thì máy bay cần 50 đến 60 giờ cho việc sơn lại vỏ, vì đòi hỏi việc chăm sóc rất kỹ lưỡng nên B-2 được gọi là "nữ hoàng tối thượng trong xưởng bảo trì". Các Kỹ thuật viên xem việc bảo trì lớp sơn là công việc nhàm chán và cực nhọc nhất vì họ không chỉ phải cạo lớp cũ đi mà còn phải thổi nó với một thứ giống như bột mì. Ngoài ra còn phải kiểm tra tỉ mỉ máy bay xem có bất kỳ vết lõm nào không và phải làm nó phẳng như gương trước khi sơn, thời gian cho việc này không được nói đến. Sau khi lớp đầu tiên được robot phun sơn, kỹ thuật viên sẽ dung tay đánh bóng bề mặt để có độ dày cần thiết sau đó thực hiện lại việc này thêm vài lần nữa. Do chi phí hoạt động rất đắt đỏ nên máy bay cũng không hữu dụng trong việc tham gia các trận không kích chống lại các đối thủ du kích như tại Iraq và Afghanistan. Vì thế nó còn được gọi là "Đồ vô dụng mạ vàng".

### B-2 trưng bày

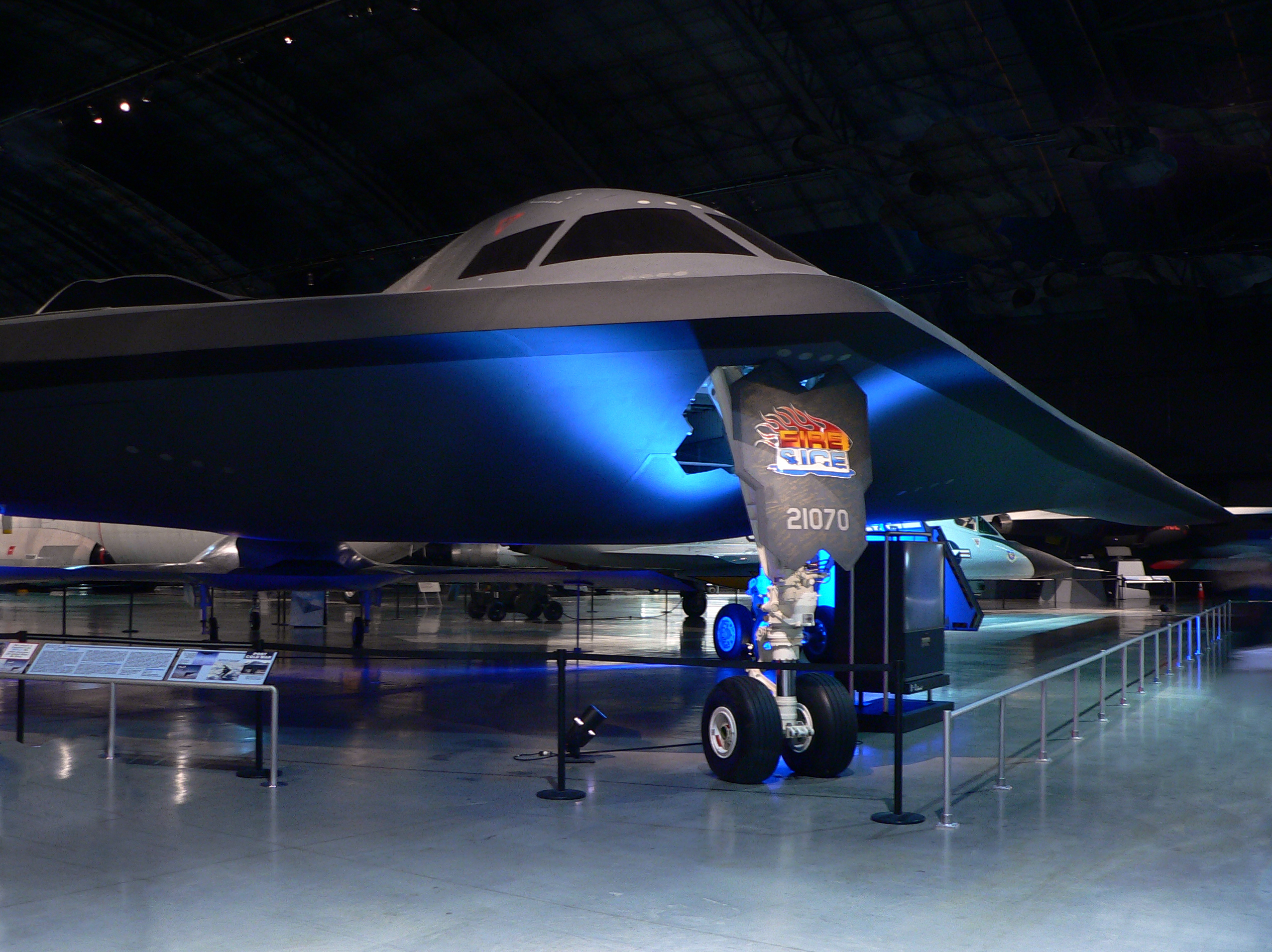
B-2 Spirit trưng bày tại Bảo tàng Quốc gia của Không lực Hoa Kỳ

Vì chi phí, sự hiếm hoi và giá trị chiến đấu của nó, có lẽ không có bất kỳ một chiếc một chiếc B-2 nào sẽ được đưa ra trưng bày thường xuyên trong tương lai gần (hay bất kỳ thời điểm nào trước khi nó được cho ngừng phục vụ). Tuy nhiên, thỉnh thoảng chúng cũng được đem trưng bày trong một thời gian tại nhiều triển lãm hàng không, gồm cả cuộc triển lãm tại Căn cứ không quân Tinker, thành phố Midwest, OK vào tháng 6 năm 2005. Năm 2004 mẫu thử nghiệm tĩnh của chiếc B-2 đã được đưa trưng bày Bảo tàng Quốc gia Không quân Hoa Kỳ gần Dayton, Ohio. Chiếc máy bay mẫu đã được dùng để thí nghiệm kết cấu, và thí nghiệm phá huỷ. Đội phục hồi của bảo tàng đã mất hơn một năm để tái lắp khung máy bay, và có thể thấy được rõ ràng các miếng vá bên ngoài thân máy bay nơi các bộ phận kết cấu được tái ráp lại.
Bảo tàng Hàng không & Vũ trụ Nam Dakota nằm bên trong Căn cứ không quân Ellsworth trưng bày một mẫu theo tỷ lệ 1/2 của chiếc B-2 được chính bảo tàng chế tạo.

## Các nhà khai thác

### Không lực Hoa Kỳ
- Phi đội ném bom 509, Căn cứ Không quân Whiteman
  - Liên đội ném bom 13
  - Liên đội ném bom 393
  - Liên đội huấn luyện chiến đấu 394
- Phi đội 53, Căn cứ Không quân Eglin
  - Phi đội Thử nghiệm và Đánh giá 72, Căn cứ Không quân Whiteman
- Phi đội 57, Căn cứ Không quân Nellis
  - Liên đội vũ khí 325, Căn cứ Không quân Whiteman
  - Phi đội vũ khí 715 không hoạt động

## Các thông số kỹ thuật (B-2A block 30)

Hình chi tiết kỹ thuật Northrop B-2 Spirit

### Tính năng chung
- Đội bay: 2
- Chiều dài: 20,9 m (69 ft)
- Sải cánh: 52,12 m (172 ft)
- Diện tích cánh: 460 m² (5.000 ft²)
- Trọng lượng không tải: 71.700 kg (158.000 lb)
- Trọng lượng có tải: 152.600 kg (371.000 kg (376.000 lb)
- Động cơ: 4 x động cơ turbo cánh quạt General Electric F118-GE-100, lực đẩy 77 kN (17.300 lbf) mỗi động cơ

### Tính năng bay
- Tốc độ tối đa: 1.010 km/h (410 knots, 630 mph)
- Tầm bay tối đa: 12.000 km (5.600 nm; 6.500 mi)
- Trần bay: 15.000 m (50.000 ft)
- Áp lực cánh: 329 kg/m² (67,3 lb/ft²)
- Tỉ lệ lực đẩy/khối lượng: 0,205

### Vũ khí
Tổng tải trọng cất cánh chính thức là 40.000 lbs (18 tấn) và tối đa 50.000 lbs (23 tấn). Có thể mang hầu hết các loại bomb hiện đại được phát triển cho từng nhiệm vụ cụ thể. Giá gắn bom cơ động được thiết kế trong thân máy bay có thể mang:
- Tối đa 80 quả hỗn hợp bomb MK 82 (500 lbs - 230 kg), GBU-38
- Tối đa 36 quả bomb CBU (750 lbs - 340 kg)
- Tối đa 16 quả hỗn hợp bomb Mk84 (2,039 lbs - 925 kg), GBU-31 được gắn trên máy thả quay (RLA)
- Tối đa 16 quả bomb hạt nhân B61 hay B83 (riêng cho các nhiệm vụ chiến lược)
- Giá treo vũ khí cơ động có thể tháo rời: cho phép gắn các tên lửa không đối đất AGM-158, bomb lượn AGM-154 (JSOW)[15][16]
- Tối đa 2 quả siêu bomb dẫn đường "Kẻ xâm nhập" GBU-57[17](60,000 lbs - 27 tấn) có thể xuyên phá các siêu boong-ke dưới mặt đất. Độ xuyên thấu của GBU-57 được thử nghiệm trên bê tông cốt thép dày 60m [18] với áp suất lên đến 5,000 psi, và 10,000 psi với độ dày 8m[19]

Năm 2022 B-2 đã phóng thử tên lửa AGM-158 JASSM-ER đánh trúng mục tiêu hơn 1000 km cho thấy năng lực tấn công tầm xa và kết hợp khả năng tàng hình của nó.

## Danh sách các máy bay ném bom B-2
| Tên hiệu       | Tail #    | Tên chính thức           | Tên không chính thức                 | Ghi chú                            |
| -------------- | --------- | ------------------------ | ------------------------------------ | ---------------------------------- |
| AV-1           | 82-1066   | Spirit of America        | Fatal Beauty                         |                                    |
| AV-2           | 82-1067   | Spirit of Arizona        | Ship From Hell, Murphy's Law         |                                    |
| AV-3           | 82-1068   | Spirit of New York       | Navigator, Ghost, Afternoon Delight  |                                    |
| AV-4           | 82-1069   | Spirit of Indiana        | Christine, Armageddon Express        |                                    |
| AV-5           | 82-1070   | Spirit of Ohio           | Fire and Ice, Toad                   |                                    |
| AV-6           | 82-1071   | Spirit of Mississippi    | Black Widow, Penguin, Arnold the Pig |                                    |
| AV-7           | 88-0328   | Spirit of Texas          | Pirate Ship                          |                                    |
| AV-8           | 88-0329   | Spirit of Missouri       |                                      |                                    |
| AV-9           | 88-0330   | Spirit of California     |                                      |                                    |
| AV-10          | 88-0331   | Spirit of South Carolina |                                      |                                    |
| AV-11          | 88-0332   | Spirit of Washington     |                                      | Đang được sửa chữa vì cháy động cơ |
| AV-12          | 89-0127   | Spirit of Kansas         |                                      | Bị rơi ngày 23-2-2008              |
| AV-13          | 89-0128   | Spirit of Nebraska       |                                      |                                    |
| AV-14          | 89-0129   | Spirit of Georgia        | The Dark Angel                       |                                    |
| AV-15          | 90-0040   | Spirit of Alaska         |                                      |                                    |
| AV-16          | 90-0041   | Spirit of Hawaii         |                                      |                                    |
| AV-17          | 92-0700   | Spirit of West Virginia  |                                      |                                    |
| AV-18          | 93-1085   | Spirit of Oklahoma       | Spirit of San Francisco              |                                    |
| AV-19          | 93-1086   | Spirit of Kitty Hawk     |                                      |                                    |
| AV-20          | 93-1087   | Spirit of Pennsylvania   | Penny the Pig                        |                                    |
| AV-21          | 93-1088   | Spirit of Louisiana      |                                      |                                    |
| AV-22 – AV-165 | đã hủy bỏ |                          |                                      |                                    |

## Sự cố và tai nạn
Năm 2008, 1 chiếc B-2 đã bị rơi sáng ngày 23 tháng 2 tại Căn cứ không quân Andersen ở đảo Guam, Thái Bình Dương khi đang cất cánh, hai phi công kịp nhảy ra ngoài.
Ngày 26 tháng 2 năm 2010, một chiếc B-2 đã bị cháy khi một ngọn lửa bùng lên từ động cơ khi đang định cất cánh. Hậu quả là máy bay phải mất 18 tháng sửa sơ để có thể bay đến nơi sửa chữa chính..